# Zabolottea, Bahmaci
Zabolottea (în ucraineană Заболоття) este un sat în comuna Rubanka din raionul Bahmaci, regiunea Cernihiv, Ucraina.

## Demografie
Componența lingvistică a localității Zabolottea
     Ucraineană (92,68%)
     Rusă (7,32%)
Conform recensământului din 2001, majoritatea populației localității Zabolottea era vorbitoare de ucraineană (92,68%), existând în minoritate și vorbitori de rusă (7,32%).